# 52º Reggimento artiglieria terrestre "Torino"
Il 52º Reggimento artiglieria terrestre "Torino" è un reparto dell'Esercito Italiano.

## Le origini
Il 52º Reggimento di Artiglieria è stato costituito a Padova il 1º luglio 1916, in attuazione della circolare 9 giugno 1916 del Comando Supremo, formato da due Gruppi, con personale e materiale in parte rimpatriato dalla Libia, in parte tratto dai reggimenti 2º, 8º, 14º e 27º.

### Denominazioni e sedi
- 52º Reggimento artiglieria da campagna (Padova 1916-1918)
- 52º Reggimento artiglieria "Peloritana II" (Messina 1935-1936)
- 52º Reggimento artiglieria "Torino" (Civitavecchia 1938-1943)
- 52º Reggimento artiglieria da campagna controcarri "Cremona" (Acqui 1947-1951)
- 52º Reggimento artiglieria da campagna (Acqui 1951-1953)
- 52º Reggimento artiglieria pesante (Alessandria 1953-1962)
- 52º Reggimento artiglieria pesante (Brescia 1962-1975)
- 52º Gruppo artiglieria da campagna "Venaria" (Brescia 1975-1992)
- 52º Reggimento artiglieria da campagna semovente "Torino" (Brescia 1992-1995)
- 52º Reggimento artiglieria da campagna semovente "Torino" (Vercelli 1995-2002)
- 52º Reggimento artiglieria terrestre "Torino" (Vercelli 2002-2016)
- 52º Reggimento artiglieria terrestre "Torino" (Bracciano 2016-2020)
- 52º Reggimento artiglieria terrestre "Torino" (Persano 2020)

## Storia

### La prima guerra mondiale
Durante la prima guerra mondiale, inquadrato nella 48ª Divisione della 3ª Armata, nell'agosto 1916 ebbe il battesimo del fuoco nella sesta battaglia dell'Isonzo e nella presa di Gorizia. Nell'ottobre le batterie del reggimento concorrono alle azioni nel tratto Sober - Vertojba (ottava battaglia dell'Isonzo) e, nel novembre, a quelle sul S.Marco. 
Nel 1917 prende parte alla decima e undicesima battaglia dell'Isonzo per la conquista di Belpoggio e, nel novembre, al termine del ripiegamento sul Piave, si schiera sul Montello. 
Nel 1918, il Reggimento partecipa alla battaglia di arresto e concorre ad impedire al nemico l'attraversamento del fiume Piave, nella zona di Nervesa. Dal 27 al 30 ottobre partecipa alla battaglia di Vittorio Veneto e, ultimo atto di guerra, spara gli ultimi colpi a Fadalto il 1º novembre 1918.

### Il periodo tra le due guerre
Sciolto al termine della prima guerra mondiale, fu ricostituito il 25 febbraio 1935 a Messina, con la denominazione di "52º Reggimento Artiglieria "Peloritana II", a seguito del trasferimento in Etiopia del 24º Reggimento Artiglieria "Peloritana" e rimane in vita fino al 9 dicembre 1936.
Costituito nuovamente il 1º ottobre 1938 come 52º Reggimento di Artiglieria "Torino", composto da 1 Gruppo da 100/17, 2 Gruppi da 75/27 e dalla 10ª Batteria controarei da 20mm., viene assegnato alla Divisione “Torino”.

### La seconda guerra mondiale
Il 19 giugno 1940, allo scoppio delle ostilità, raggiunge la zona d'impiego a S.Bartolomeo al Cervo, in Liguria, da dove partecipa alla campagna sul fronte occidentale.
Nella primavera 1941 partecipa alla invasione della Jugoslavia e, dal 16 al 18 aprile, viene impiegato in territorio di occupazione nella zona di Spalato, Mostar, Macarsca e Tenin, da dove rientra in patria il 17 giugno.
Nel luglio 1941, il Reggimento, inquadrato nella 52ª Divisione fanteria "Torino", entra a far parte del "Corpo di spedizione italiano in Russia" (CSIR).
Tra il luglio 1941 e 1942 partecipa al forzamento del fiume Dnjepr, alla conquista di Gorlowka, alla battaglia dei dieci giorni e nel corso dell'offensiva russa del Natale 1942, guadagna allo Stendardo una Medaglia di Bronzo al Valor Militare.
Nel 1942 partecipa all'avanzata fino al Don e ai combattimenti difensivi del dicembre a Malo e Nowo Orlowka. Durante il ripiegamento subisce gravi perdite in vari scontri e, in particolare, negli aspri combattimenti di Arbusow per rompere l'accerchiamento.
In questa lotta disperata, nel tristemente famoso "vallone della morte" o "Alcazar degli Italiani" di Arbusow, trova la morte il decimo Comandante di Reggimento, colonnello Ulisse Rosati che perisce, colpito dal fuoco dei mortai e dei lanciarazzi nemici, insieme allo stendardo del Reggimento. 
Dopo una dura ritirata, conducendo aspri e sanguinosi combattimenti, combattendo a fianco dei fanti della Divisione, che hanno termine a Tscherkow il 16 gennaio 1943 allorché, forzato l'accerchiamento, si ricongiunge con reparti amici.
Il 31 maggio 1943, un centinaio di artiglieri giungono a Gorizia, unici superstiti dei circa duemilatrecento partiti per la Russia.

Per tali fatti lo stendardo del 52º Reggimento fu decorato della Medaglia d'Oro al Valor Militare.

### Dopoguerra
Ricostituito nel 1947 ad Acqui, dopo numerosi provvedimenti ordinativi, il 1º agosto 1992 assume la denominazione di 52º Reggimento Artiglieria da Campagna Semovente “Torino” con sede a Brescia e dall'11 ottobre 1995 si trasferisce a Vercelli, alle dipendenze della Brigata meccanizzata "Centauro" fino al 31 dicembre 2001.
A seguito di nuovi provvedimenti ordinativi, dal 1º gennaio 2002 al 31 dicembre 2004 passa alle dipendenze della Brigata di cavalleria "Pozzuolo del Friuli" e, dal 1º gennaio 2005, passa alle dipendenze della Brigata di Artiglieria Terrestre.
Dal 1º ottobre 2010 il Reggimento è posto alle dipendenze del Comando Artiglieria.
Dall'8 settembre 2016 il reggimento è trasferito nella sede di Bracciano, sostituito nella caserma "Scalise" di Vercelli dal Reggimento artiglieria a cavallo "Voloire".
Da settembre 2020 il Reggimento "Torino" viene trasferito a Persano, sua attuale sede stanziale, mentre l'equipaggiamento principale è costituito dagli obici semoventi PzH 2000 da 155/52, distribuiti in 18 unità (3× batterie da 6 semoventi).

## Onorificenze e Ricompense
La Bandiera di Guerra del 52º Reggimento Artiglieria è decorata di una Medaglia d'oro al valor militare e una Medaglia di bronzo al valor militare.
Al 52º Reggimento Artiglieria della Divisione "TORINO":

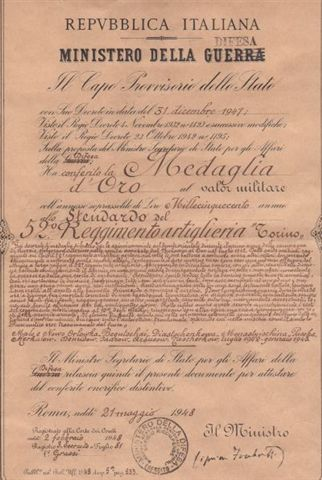
Decreto 31 dic. 1947 di concessione della MOVM

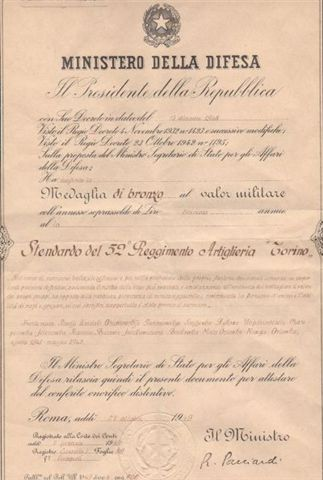
Decreto 21 ott. 1942 di concessione della MBVM

### Ricompense individuali nella 1ª Guerra Mondiale (1916-1918)
- 1 cavaliere dell'Ordine Militare di Savoia
- 16 Medaglie d'argento al valor militare
- 46 Medaglie di bronzo al valor militare
- 20 Croci di guerra al valor militare
- 30 encomi solenni

### Ricompense individuali nella 2ª Guerra Mondiale (1940-1943)
- 3 Medaglie d'oro al valor militare (di cui 2 "alla memoria")
- 15 Medaglie d'argento al valor militare (di cui 9 "alla memoria")
- 23 Medaglie di bronzo al valor militare (di cui 2 "alla memoria")
- 9 Croci di guerra al valor militare
- 1 promozione per merito di guerra

## Riconoscimenti
- Il 13 giugno 2008 il Reggimento ha ricevuto l'Alto Privilegio della nomina a Socio d'Onore dell'Istituto del Nastro Azzurro fra Combattenti Decorati al Valor Militare - Federazione di Biella.
- Il 28 novembre 2013, in occasione del saluto alla Bandiera di Guerra del 52º Reggimento Artiglieria Terrestre “Torino” e agli artiglieri di prossimo impiego operativo in Kosovo, il Sindaco della Città di Vercelli, Avv. Andrea Corsaro, ha conferito la cittadinanza onoraria al Reparto.

## Persone legate al Reggimento
- Tenente colonnello Nicola Russo, medaglia d'oro al valor militare, con la seguente motivazione:

«Comandante di gruppo di artiglieria particolarmente impegnato ed esposto, con l'esempio e l'ascendente personale fece della propria unità un forte ed agguerrito strumento di lotta che, anche nel logorio di un lungo, estenuante ripiegamento, conservò, per suo merito e nonostante quotidiane sanguinose perdite, intatta la coesione disciplinare e la capacità operativa. Catturato e sottoposto, per la fierezza del carattere e l'inflessibile attaccamento al dovere ed all'onore militare, a inenarrabili patimenti e privazioni, per oltre undici anni di prigionia seppe opporre alle più allettanti lusinghe ed alle più crudeli minacce e sevizie la dirittura del contegno, la cosciente indifferenza al sacrificio dalla vita, la completa dedizione di tutto se stesso alla Patria lontana ed alle sue istituzioni. Col suo fiero contegno fu per i compagni di prigionia simbolo delle più elette virtù di uomo e di soldato e per gli stessi nemici esempio di incorruttibile rettitudine e di fulgido valore. – Russia, 1942 – 1954».
- Tenente don Pasquale De Barbieri, medaglia d'oro al valor militare "alla memoria", con la seguente motivazione:

«Cappellano militare di altissime doti intellettuali e spirituali. Sempre presente dove più incombeva il pericolo ad alleviare con la voce della fede e del cuore ogni sofferenza. Durante un sanguinosissimo combattimento, invitato più volte a porsi in salvo, rifiutava per rimanere presso i suoi artiglieri feriti. Ferito lui stesso in più parti del corpo e reso cieco da un colpo di mortaio, invitato nuovamente a salvarsi, rispondeva: «Il mio posto è qui», e illuminato solo da sublime spirito di altruismo brancolava tra i morenti e continuava la sua santa missione chiudendo l'esistenza feconda di carità e d'amore fra gli artiglieri nei quali, in tre campagne, aveva alimentato la fiamma del dovere coi sacri ideali di Dio e della Patria. — Arbusow (Fronte russo), 26 dicembre 1942.».
- Tenente medico Guido Miotto, medaglia d'oro al valor militare "alla memoria", con la seguente motivazione:

«Ufficiale medico di un gruppo di artiglieria divisionale, incurante del pericolo si prodigava nel raccogliere e curare i feriti e gli ammalati nei posti più avanzati e battuti, distinguendosi particolarmente durante duro ripiegamento. Catturato, si dedicava senza risparmio e senza preoccuparsi della sua incolumità tra innumerevoli ammalati di morbo contagioso, finché, colpito egli stesso dal male, moriva nel compimento del suo dovere stoicamente compiuto. —Fronte russo, dicembre 1942 - aprile 1943.».

## Cronotassi[1]dei Comandanti
| I       | colonnello         | Gaetano    | BERETTA            | 01.07.1916 | 06.09.1918 |
| II      | colonnello         | Angelo     | MAROLDA            | 07.09.1918 | 31.12.1918 |
| III     | colonnello         | Adelchi    | BORZI              | 25.02.1935 | 09.07.1936 |
| IV      | tenente colonnello | Enrico     | BARBERINI          | 10.07.1936 | 09.12.1936 |
| V       | colonnello         | Salvatore  | BARTIMORO          | 01.10.1938 | 31.12.1939 |
| VI      | tenente colonnello | Renato     | BARBARA            | 01.01.1940 | 17.04.1940 |
| VII     | colonnello         | Luigi      | PODIO              | 18.04.1940 | 24.06.1940 |
| VIII    | tenente colonnello | Ugo        | DE LUCA            | 25.06.1940 | 30.06.1940 |
| IX      | colonnello         | Giuseppe   | GHIRINGHELLI       | 01.07.1940 | 08.07.1942 |
| X       | colonnello         | Ulisse     | ROSATI             | 09.07.1942 | 23.12.1942 |
| XI      | tenente colonnello | Nicola     | RUSSO              | 24.12.1942 | 30.04.1943 |
| XII     | colonnello         | Camillo    | GIORIO             | 01.05.1943 | 13.09.1943 |
| XIII    | tenente colonnello | Alessandro | BOSELLI            | 01.05.1947 | 28.07.1947 |
| XIV     | colonnello         | Giuseppe   | MIGLIORATI         | 29.07.1947 | 28.02.1949 |
| XV      | colonnello         | Archimede  | NOVELLI            | 01.03.1949 | 15.04.1950 |
| XVI     | colonnello         | Eugenio    | DE MARTINO         | 16.04.1950 | 30.06.1953 |
| XVII    | colonnello         | Umberto    | PAGNONI            | 01.07.1953 | 31.08.1955 |
| XVIII   | colonnello         | Giuseppe   | SAMMARCO           | 01.09.1955 | 31.10.1957 |
| XIX     | colonnello         | Renzo      | GIULIANO           | 01.11.1957 | 28.02.1959 |
| XX      | colonnello         | Giovanni   | DE GENNARO         | 01.03.1959 | 19.02.1960 |
| XXI     | colonnello         | Attilio    | ALBERTO            | 20.02.1960 | 19.02.1961 |
| XXII    | colonnello         | Alfredo    | MESSERI            | 20.02.1961 | 19.02.1962 |
| XXIII   | colonnello         | Giacomo    | GARIS              | 20.02.1962 | 09.02.1964 |
| XXIV    | colonnello         | Marcello   | GALLEANI D'AGLIANO | 10.02.1964 | 22.08.1965 |
| XXV     | colonnello         | Fernando   | RUCO               | 23.08.1965 | 04.04.1967 |
| XXVI    | colonnello         | Oberto     | MARRAMA            | 05.04.1967 | 30.09.1968 |
| XXVII   | colonnello         | Vittorio   | DANZA              | 01.10.1968 | 30.09.1969 |
| XXVIII  | colonnello         | Aurelio    | PANZA VOLTA        | 01.10.1969 | 30.10.1970 |
| XXIX    | colonnello         | Giannicola | DAVI'              | 01.10.1970 | 30.09.1971 |
| XXX     | colonnello         | Gino       | AMATI              | 01.10.1971 | 30.09.1972 |
| XXXI    | colonnello         | Francesco  | ARVAT              | 01.10.1972 | 30.09.1973 |
| XXXII   | colonnello         | Elio       | PALMA              | 01.10.1973 | 30.09.1974 |
| XXXIII  | colonnello         | Piercesare | GUCCIONE PRATA     | 01.10.1974 | 30.09.1975 |
| XXXIV   | tenente colonnello | Severino   | ANTONNICOLA        | 01.10.1975 | 29.08.1976 |
| XXXV    | tenente colonnello | Eraldo     | MONGICOLI          | 30.08.1976 | 29.08.1977 |
| XXXVI   | tenente colonnello | Antonio    | TERRIZZI           | 30.08.1977 | 29.08.1978 |
| XXXVII  | tenente colonnello | Giovanni   | SCALONE            | 30.08.1978 | 29.08.1979 |
| XXXVIII | tenente colonnello | Aurelio    | MAZZU'             | 30.08.1979 | 29.08.1980 |
| XXXIX   | tenente colonnello | Giorgio    | ANSUINI            | 30.08.1980 | 30.08.1981 |
| XL      | tenente colonnello | Donato     | PALUMBO            | 31.08.1981 | 30.08.1982 |
| XLI     | tenente colonnello | Luigino    | GOTTARDI           | 31.08.1982 | 29.08.1983 |
| XLII    | tenente colonnello | Antonio    | DE ROCCO           | 30.08.1983 | 30.08.1984 |
| XLIII   | tenente colonnello | Giuseppe   | GIUBBINI FERRONI   | 31.08.1984 | 30.08.1985 |
| XLIV    | tenente colonnello | Massimo    | ALARI              | 31.08.1985 | 09.08.1987 |
| XLV     | tenente colonnello | Maurizio   | PINNA              | 10.08.1987 | 09.08.1988 |
| XLVI    | tenente colonnello | Giampiero  | PINNA              | 10.08.1988 | 30.08.1990 |
| XLVII   | tenente colonnello | Francesco  | TARRICONE          | 31.08.1990 | 01.09.1991 |
| XLVIII  | colonnello         | Giovanni   | MORGANA            | 02.09.1991 | 24.08.1992 |
| XLIX    | colonnello         | Giuseppe   | MAURO              | 25.08.1992 | 10.10.1994 |
| L       | colonnello         | Francesco  | FERRIGNO           | 11.10.1994 | 10.10.1995 |
| LI      | colonnello         | Giuseppe   | TOMMASI            | 11.10.1995 | 23.09.1996 |
| LII     | colonnello         | Enrico     | CAPUANO            | 24.09.1996 | 28.07.1997 |
| LIII    | colonnello         | Agostino   | FEOLA              | 29.07.1997 | 01.10.1998 |
| LIV     | colonnello         | Domenico   | BAZZO              | 02.10.1998 | 25.10.2000 |
| LV      | colonnello         | Paolo      | RUGGIERO           | 26.10.2000 | 05.10.2001 |
| LVI     | colonnello         | Maurizio   | SULIG              | 06.10.2001 | 29.08.2002 |
| LVII    | colonnello         | Vincenzo   | RUSSO              | 30.08.2002 | 22.10.2004 |
| LVIII   | colonnello         | Franco     | MARANGONI          | 23.10.2004 | 01.09.2005 |
| LIX     | colonnello         | Santi      | BONFANTI           | 02.09.2005 | 03.05.2007 |
| LX      | colonnello         | Antonio    | ZUPPARDO           | 04.05.2007 | 18.12.2008 |
| LXI     | colonnello         | Massimo    | GUASONI            | 19.12.2008 | 01.10.2009 |
| LXII    | colonnello         | Daniele    | LIA                | 02.10.2009 | 19.08.2010 |
| LXIII   | colonnello         | Giuseppe   | MAZZA              | 20.08.2010 | 20.10.2011 |
| LXIV    | colonnello         | Antonio    | SGOBBA             | 21.10.2011 | 16.10.2014 |
| LXV     | colonnello         | Gianpino   | COSTANZO           | 17.10.2014 | 01.10.2015 |
| LXVI    | colonnello         | Michele    | AMENDOLAGINE       | 02.10.2015 | 06.09.2016 |

Ricostituzione del NIF del 52º Rgt in Bracciano
LXVII Colonnello Antonio Stasi 
dal 2016 fino 17.08.2018
LXVIII Tenente Colonnello Andrea Fanfani dal 18.08.2018 al gennaio 2020.

## File multimediali

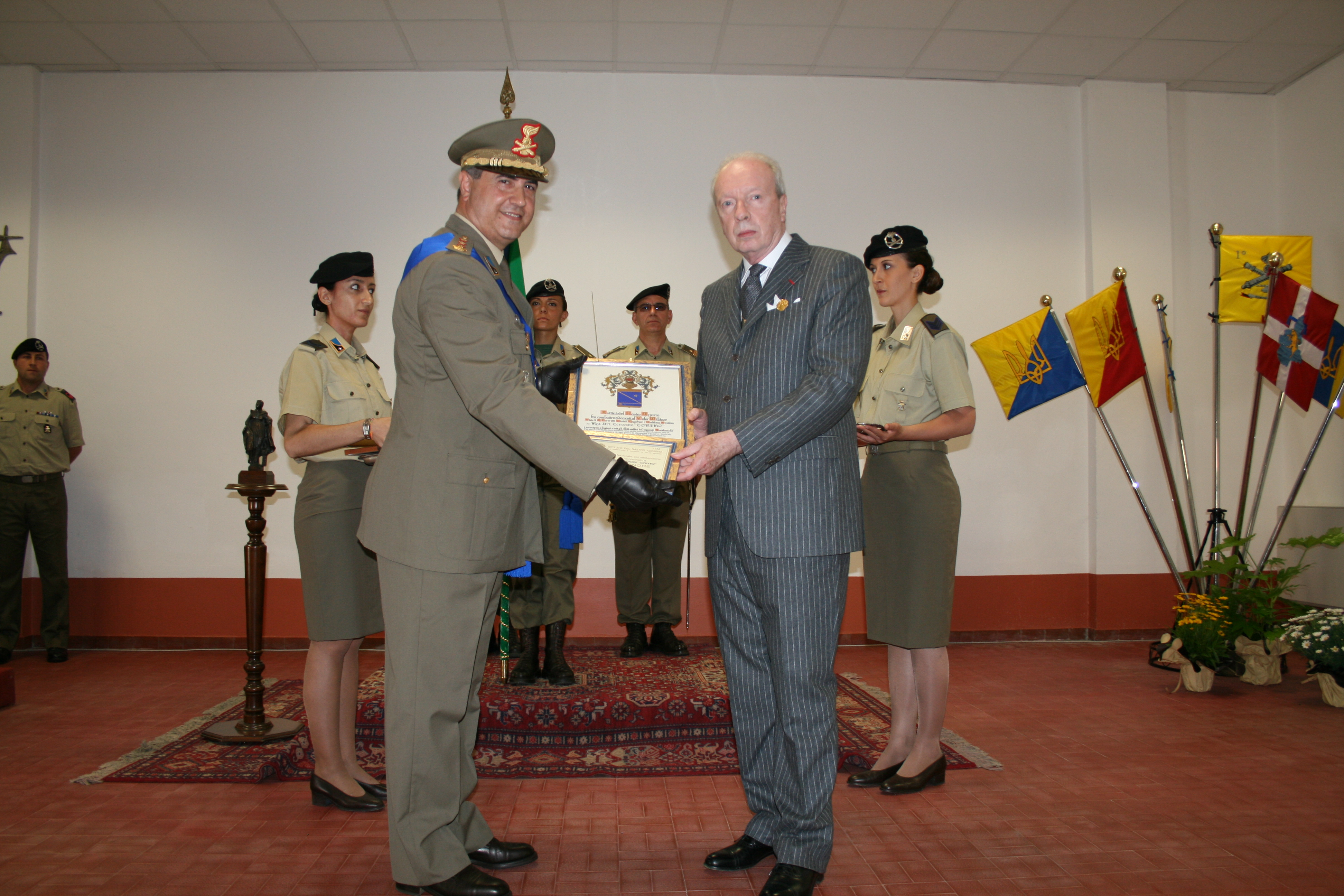
Conferimento degli emblemi araldici del Nastro Azzurro - Vercelli 13 giugno 2008
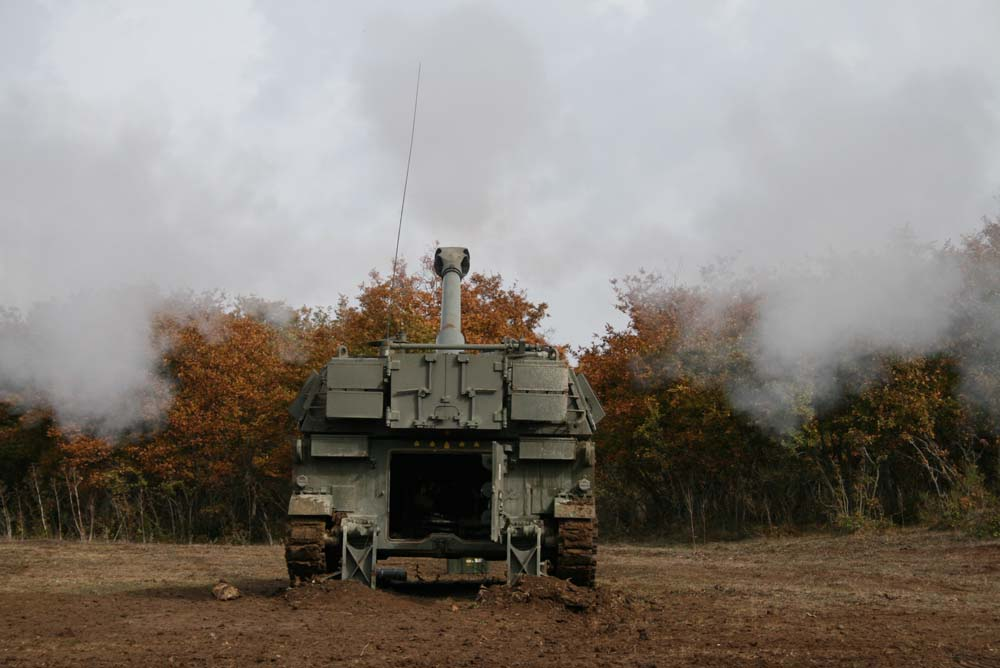
semovente M109L del 52º rgt. apre il fuoco
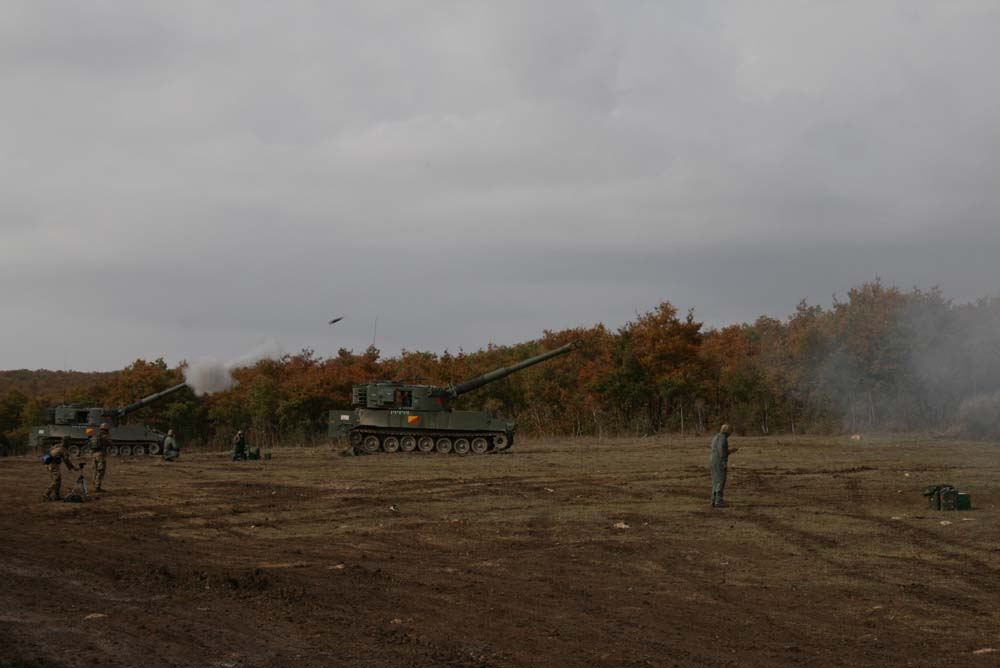
1ª Batteria "Piave" del 52º rgt. durante un intervento a fuoco
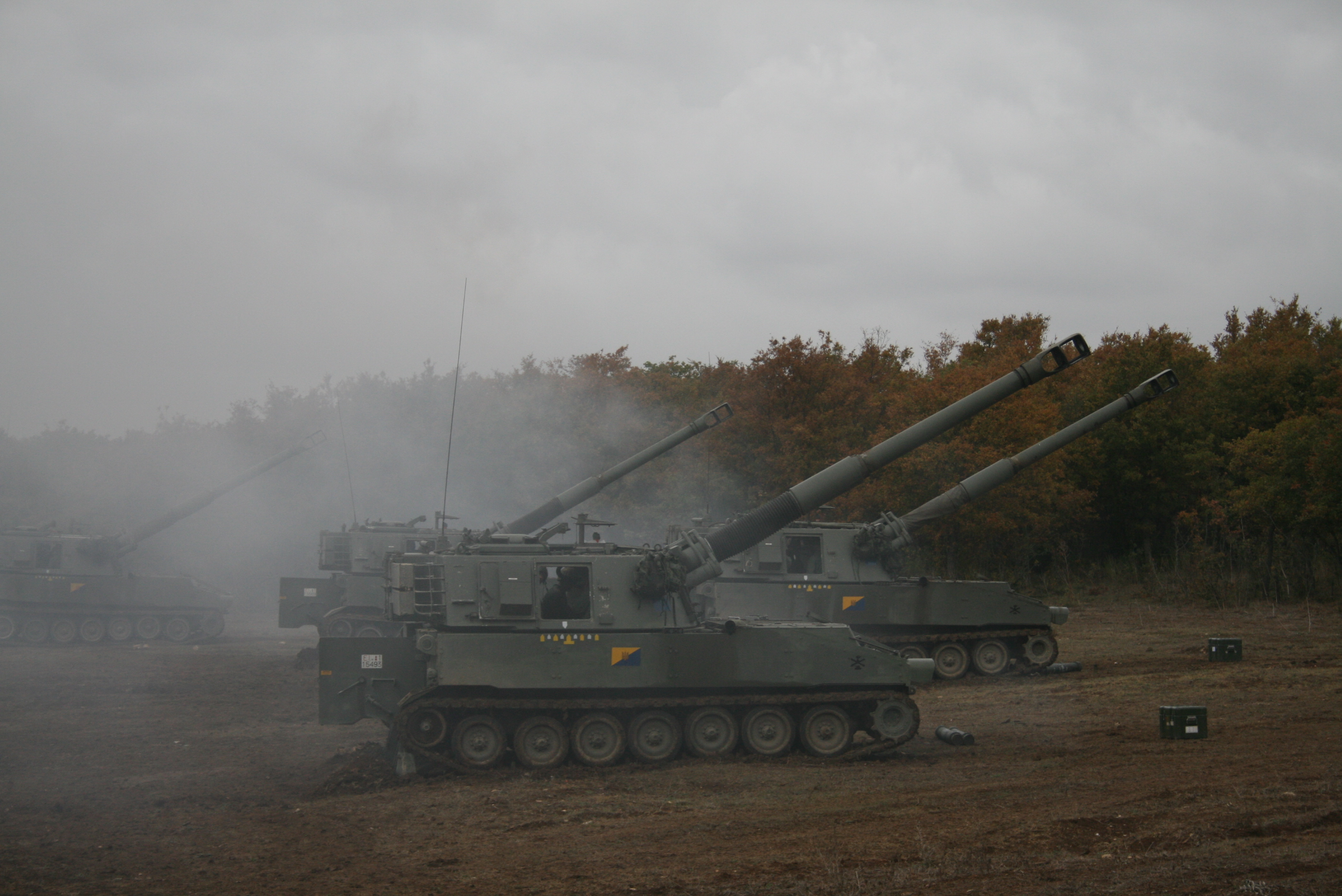
2ª Batteria "Arbusow" del 52º rgt. durante un intervento a fuoco